# Бросок полукрюком
Бросок полукрюком (также, полукрюк; англ. jump hook, дословно — крюк в прыжке) — бросок в баскетболе, совершаемый в прыжке полубоком к кольцу и представляющий собой упрощённый вариант броска крюком. Положение ног в сторону от кольца и боковое вращение руки при броске отличает полукрюк от броска в прыжке и лэй-апа, но амплитуда вращения руки — значительно меньше, чем при броске крюком. Эффективен полукрюк, как правило, в пределах трёхсекундной зоны. Одним из лучших исполнителей этого броска за историю баскетбола считается Хаким Оладжьювон.